# Garuda TV
Garuda TV was een Nederlands televisiekanaal dat vooral gericht was op de Indonesische en Indische bevolking van Nederland. Het betaalkanaal was te ontvangen via de kabel in het digitale pakket. Het moederbedrijf van Garuda TV is GTV, gevestigd in Jakarta, Indonesië.
Garuda TV was de eerste televisiezender met programma's uit Indonesië, voor Indonesiërs en Indische mensen in Nederland. Ook richtte de zender zich op mensen die belangstelling hadden voor de cultuur van Indonesië. Zo werden reisprogramma's uitgezonden, documentaires over het Indonesische leven in al haar facetten en programma's over de aloude gemeenschappelijke Nederlands-Indische band, maar ook muziek, films en series uit Indonesië zelf.
De zender begon in december 2005 met testuitzendingen via de kabelmaatschappijen Multikabel en Casema. Op 15 januari 2006 ging de zender officieel van start.
Per 1 oktober 2009 stopte de doorgifte van Garuda TV via Ziggo (voorheen Multikabel en Casema). Omstreeks november haalde ook UPC Garuda uit haar dienstenaanbod. Op dit moment is Garuda TV nergens meer te ontvangen.